# Steve Clark (nuotatore)
Stephen Edward Clark, detto Steve (17 giugno 1943), è un ex nuotatore statunitense.
Nel corso degli anni 1960 stabilì nove record mondiali su varie distanze, dalle 50 iarde ai 200 m, dello stile libero. Ai trials olimpici del 1964 non riuscì a qualificarsi per le gare individuali, a causa di una tendinite alla spalla che ne limitò le prestazioni. Inserito nella squadra statunitense solo come staffettista, alle Olimpiadi di Tokyo 1964 vinse tre medaglie d'oro nelle staffette 4 x 100 m stile libero, 4 x 200 m stile libero e 4 x 100 m misti. Nella prima frazione della 4 x 100 m stile libero stabilì il nuovo record del mondo sui 100 m stile libero con il tempo di 52"9.
Nel 1966 fu inserito nella International Swimming Hall of Fame, la hall of fame internazionale degli sport acquatici.

## Palmarès
- Olimpiadi

Tokyo 1964: oro nelle staffette 4x100 m e 4x200 m sl e 4x100 m misti.
- Giochi panamericani

1963 - San Paolo: oro nei 100 m sl.